# Pierbach
Pierbach  är en ort och kommun i Österrike. Den ligger i distriktet Freistadt i förbundslandet Oberösterreich, 120 km väster om huvudstaden Wien. 
Kommunen består av tretton orter (Ortschaften) (inom parentes invånarantal 1 januari 2024):

- Bergerriedl (53)
- Hinterhütten (55)
- Höfnerberg (145)
- Kleinhöfnerberg (31)
- Kreuzberg (39)
- Lindnerberg (25)
- Meislberg (27)
- Mühltal (108)
- Naarntal (38)
- Niederhofstetten (66)
- Oberhofstetten (62)
- Pierbach (268)
- Sonnleitn (106)